# میلدن، سافک
میلدن (به انگلیسی: Milden) یک روستا و محله مدنی در بریتانیا است که در Babergh واقع شده‌است. میلدن ۱۰۱ نفر جمعیت دارد.